# Artenay
Artenay és un municipi francès, situat al departament del Loiret i a la regió de Centre. L'any 2007 tenia 1.716 habitants.

## Demografia

### Població
El 2007 la població de fet d'Artenay era de 1.716 persones. Hi havia 730 famílies, de les quals 220 eren unipersonals (120 homes vivint sols i 100 dones vivint soles), 247 parelles sense fills, 209 parelles amb fills i 54 famílies monoparentals amb fills.
La població ha evolucionat segons el següent gràfic:
Habitants censats

### Habitatges
El 2007 hi havia 790 habitatges, 736 eren l'habitatge principal de la família, 10 eren segones residències i 45 estaven desocupats. 606 eren cases i 180 eren apartaments. Dels 736 habitatges principals, 415 estaven ocupats pels seus propietaris, 306 estaven llogats i ocupats pels llogaters i 14 estaven cedits a títol gratuït; 16 tenien una cambra, 52 en tenien dues, 145 en tenien tres, 234 en tenien quatre i 289 en tenien cinc o més. 490 habitatges disposaven pel capbaix d'una plaça de pàrquing. A 354 habitatges hi havia un automòbil i a 283 n'hi havia dos o més.

### Piràmide de població
La piràmide de població per edats i sexe el 2009 era:
| Homes | Edats   | Dones |
| ----- | ------- | ----- |
| 4     | 95 o +  | 0     |
| 12    | 90 a 94 | 32    |
| 25    | 85 a 89 | 27    |
| 9     | 80 a 84 | 25    |
| 28    | 75 a 79 | 29    |
| 53    | 70 a 74 | 60    |
| 44    | 65 a 69 | 51    |
| 20    | 60 a 64 | 54    |
| 57    | 55 a 59 | 35    |
| 57    | 50 a 54 | 62    |
| 91    | 45 a 49 | 105   |
| 71    | 40 a 44 | 59    |
| 81    | 35 a 39 | 46    |
| 79    | 30 a 34 | 64    |
| 91    | 25 a 29 | 85    |
| 72    | 20 a 24 | 51    |
| 96    | 15 a 19 | 60    |
| 59    | 10 a 14 | 41    |
| 67    | 5 a 9   | 36    |
| 33    | 0 a 4   | 49    |

## Economia
El 2007 la població en edat de treballar era de 1.075 persones, 841 eren actives i 234 eren inactives. De les 841 persones actives 779 estaven ocupades (423 homes i 356 dones) i 62 estaven aturades (27 homes i 35 dones). De les 234 persones inactives 113 estaven jubilades, 60 estaven estudiant i 61 estaven classificades com a «altres inactius».

### Ingressos
El 2009 a Artenay hi havia 761 unitats fiscals que integraven 1.729,5 persones, la mediana anual d'ingressos fiscals per persona era de 18.573 €.

### Activitats econòmiques
Dels 106 establiments que hi havia el 2007, 5 eren d'empreses alimentàries, 1 d'una empresa de fabricació de material elèctric, 3 d'empreses de fabricació d'altres productes industrials, 9 d'empreses de construcció, 25 d'empreses de comerç i reparació d'automòbils, 10 d'empreses de transport, 9 d'empreses d'hostatgeria i restauració, 2 d'empreses d'informació i comunicació, 10 d'empreses financeres, 7 d'empreses immobiliàries, 10 d'empreses de serveis, 11 d'entitats de l'administració pública i 4 d'empreses classificades com a «altres activitats de serveis».
Dels 28 establiments de servei als particulars que hi havia el 2009, 1 era una oficina d'administració d'Hisenda pública, 1 gendarmeria, 1 oficina de correu, 4 oficines bancàries, 5 tallers de reparació d'automòbils i de material agrícola, 1 guixaire pintor, 4 fusteries, 2 lampisteries, 1 empresa de construcció, 2 perruqueries, 2 agències de treball temporal i 4 restaurants.
Dels 8 establiments comercials que hi havia el 2009, 2 eren supermercats, 2 fleques, 1 una fleca, 2 llibreries i 1 una joieria.
L'any 2000 a Artenay hi havia 21 explotacions agrícoles que ocupaven un total de 2.124 hectàrees.

## Equipaments sanitaris i escolars
L'únic equipament sanitari que hi havia el 2009 era una farmàcia.
El 2009 hi havia 1 escola maternal i 1 escola elemental. Artenay disposava d'un col·legi d'educació secundària amb 322 alumnes.

## Poblacions més properes
El següent diagrama mostra les poblacions més properes.